# Мајлс Сити (Монтана)
Мајлс Сити (енгл. Miles City) градић је у америчкој савезној држави Монтана.

## Демографија
По попису из 2010. године број становника је 8.410, што је 77 (-0,9%) становника мање него 2000. године.
| Група             | 2000.         | 2010.         |
| Белци             | 8.125 (95,7%) | 7.876 (93,7%) |
| Афроамериканци    | 10 (0,1%)     | 28 (0,3%)     |
| Азијати           | 24 (0,3%)     | 33 (0,4%)     |
| Хиспаноамериканци | 135 (1,6%)    | 205 (2,4%)    |
| Укупно            | 8.487         | 8.410         |